# Yakushi-ji

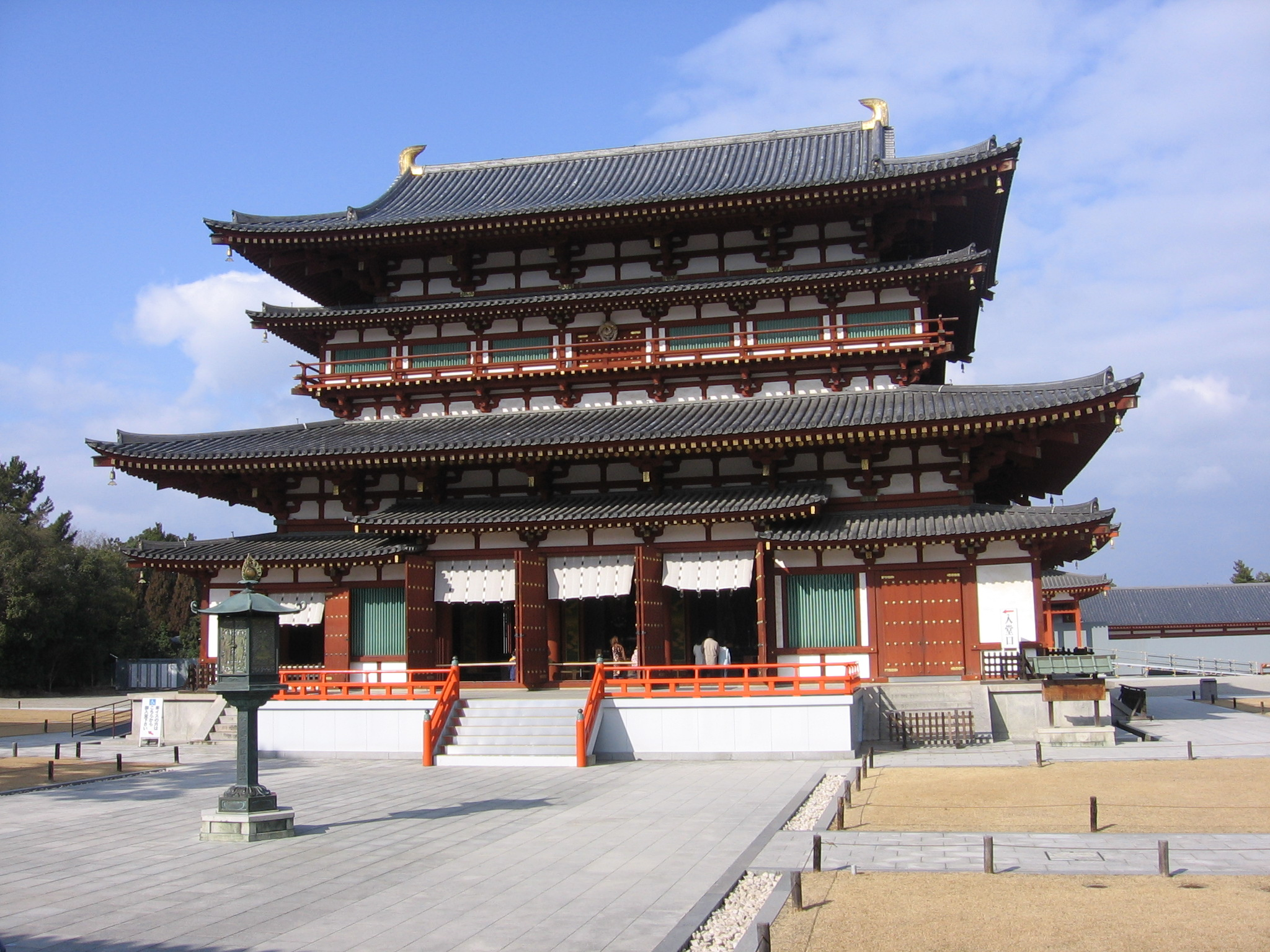
Die Haupthalle

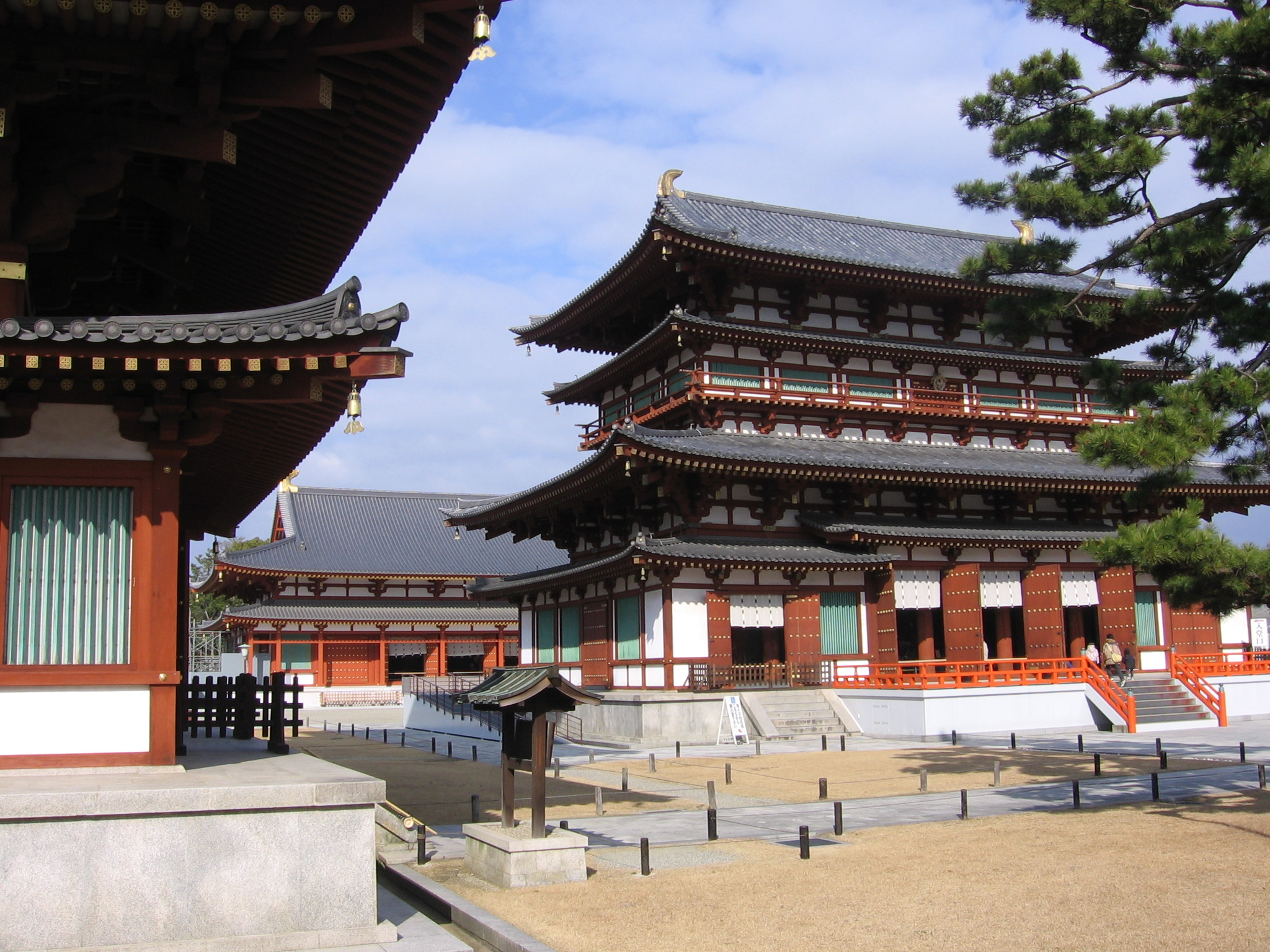
Das Tempelgelände ist symmetrisch konzipiert.

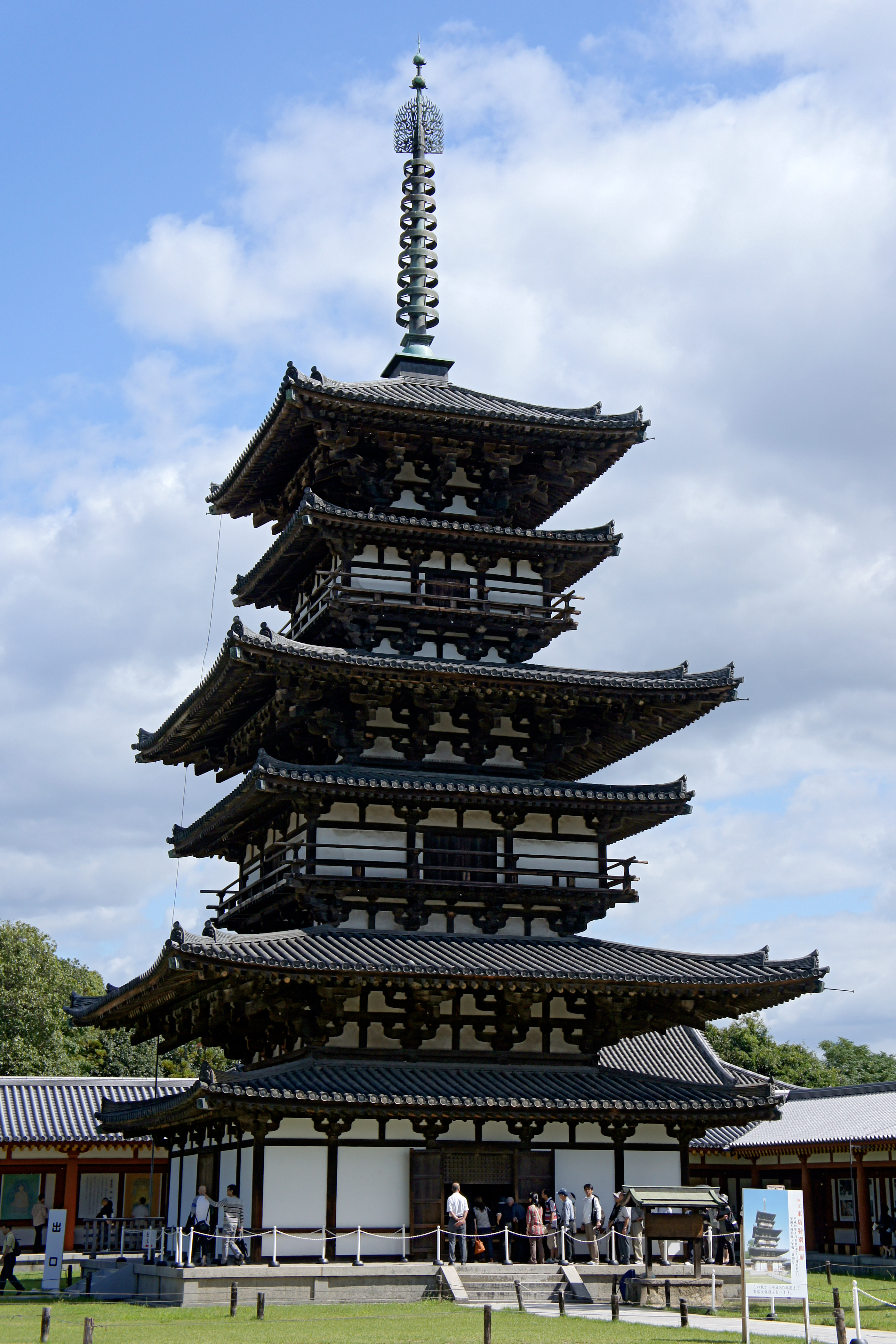
Die östliche Pagode

Der Yakushi-ji (jap. 薬師寺) ist ein buddhistischer Tempel und der Haupttempel der Hossō-Sekte. Er liegt in Nishinokyo, dem nordwestlichen Teil der Stadt Nara in Japan. In ihm wird hauptsächlich der Buddha Yakushi verehrt.

## Geschichte
Der Bau des Tempels wurde im Jahr 680 des Temmu-tennō geplant, um darin für die Genesung seiner schwerkranken Frau, Jitō, zu beten. Der eigentliche Bau (34° 29′ 33,9″ N, 135° 48′ 1″ O) entstand nach dem Tod Temmus unter der Anleitung von Kaiserin Jitō in Fujiwara, südlich von Nara (die heutige Stadt Kashihara) und wurde im Jahr 697 oder 698 vollendet. Nachdem die Hauptstadt Japans im Jahr 710 nach Heijō-kyō (Nara) wechselte, wurde auch der Yakushi-ji im Jahr 718 dorthin verlegt und weiter ausgebaut. Da die ersten schriftlichen Zeugnisse japanischer Sprache aus der Zeit nach dem Umzug angefertigt wurden, ist unklar, welche der älteren Gebäude aus der Nara-Zeit oder noch aus der Asuka-Zeit stammen.
Die meisten der Gebäude der Tempelanlage wurden im Lauf der Jahrhunderte in Bürgerkriegen, großen Feuern (insbesondere in den Jahren 973 und 1528) oder anderen Naturkatastrophen wie Taifune zerstört. Die östliche Pagode (東塔, Tōtō) ist das einzige Bauwerk aus dem 7. bzw. 8. Jahrhundert, das nicht restauriert wurde. Die westliche Pagode (西塔, Saitō) brannte im Jahr 1528 vollständig ab und wurde im Jahr 1981 wiederaufgebaut. Außer der östlichen Pagode und der östlichen Halle (東院堂, Tōindō) stammen alle gegenwärtigen Bauten aus den letzten Jahrzehnten. Die ersten Arbeiten wurden 1976 an der Haupthalle (Kondō) abgeschlossen. Nach dem Wiederaufbau der westlichen Pagode (1981) wurden die jüngste Restauration an der Großen Gebetshalle (大講堂, Daikōdō), dem größten Gebäude auf dem Tempelgelände, im Jahr 2003 fertiggestellt.
Die 33,6 Meter hohe östliche Pagode verfügt scheinbar über sechs Stockwerke, es sind allerdings nur drei. Die anderen „Stockwerke“ sind zusätzliche Zwischendächer (mokoshi) und sind kleiner als die echten Stockwerke. Dieser Dach-Baustil ist sehr selten. Ernest Francisco Fenollosa soll davon als „gefrorener Musik“ gesprochen haben. Ebenfalls berühmt ist die 10 Meter hohe und drei Tonnen schwere Spitze der Pagode (相輪, Sōrin), die  verschiedene religiöse Symbole in sich vereinigt, als Blitzableiter dient und für die strukturelle Stabilität der Pagode wichtig ist.
1952 wurde die Anlage zur Besonderen historischen Stätte (tokubetsu shiseki) erklärt. 1998 wurde Yakushi-ji mit anderen historischen Monumenten in Nara von der UNESCO zum Weltkulturerbe erklärt. Die östliche Pagode, die östliche Halle, die drei Yakushi-Statuen und weitere Statuen gehören außerdem zu den Nationalschätzen Japans.